# El Bayadh
El Bayadh (arabiska البيض) är en stad och kommun i norra Algeriet och är administrativ huvudort för en provins med samma namn. Folkmängden i kommunen uppgick till 91 632 invånare vid folkräkningen 2008, varav 85 577 invånare bodde i själva centralorten.